# Variraptor mechinorum
Variraptor mechinorum — вид ящеротазових динозаврів родини дромеозаврид (Dromaeosauridae), що існував у пізній крейді (70,6 млн років тому) на території сучасної Європи.

## Скам'янілості
Викопні рештки динозавра знайдені у 1992—1995 роках Гре-ет-Рептілес у муніципалітеті Фокс-Амфу в департаменті Вар на півдні Франції. Біло виявлено декілька спинних та крижових хребців, клубова кістка, плечова і стегнова кістки. Перші знахідки були віднесені у 1992 році до роду тероподів Elopteryx. Лише подальші знахідки дозволили у 1998 році описати нові рід та вид дромеозаврида.

## Назва
Родова назва походить від назви річки Вар, в долині якої знайдені рештки, та латинського слова raptor, що означає «злодій». Видова назва mechinorum вказує на зберігання решток у приватній колекції Мешен.

## Опис
Це дрібний хижий двоногий динозавр, завдовжки до 2 м.